# Crataerina hirundinis
Crataerina hirundinis är en tvåvingeart som först beskrevs av Carl von Linné 1758.  Crataerina hirundinis ingår i släktet Crataerina och familjen lusflugor. Inga underarter finns listade i Catalogue of Life.